# Bhairana Hatti, Nargund
Bhairana Hatti là một làng thuộc tehsil Nargund, huyện Gadag, bang Karnataka, Ấn Độ.